# Carachata
Carachata is een geslacht van halfvleugeligen uit de familie schuimcicaden (Cercopidae). De wetenschappelijke naam van dit geslacht is voor het eerst geldig gepubliceerd in 1989 door Carvalho & Sakakibara.

## Soorten
Het geslacht Carachata  is monotypisch en omvat slechts de volgende soort:
- Carachata dimorphica Carvalho & Sakakibara, 1989